# Le Gué-de-Velluire
Le Gué-de-Velluire är en kommun i departementet Vendée i regionen Pays de la Loire i västra Frankrike. Kommunen ligger i kantonen Chaillé-les-Marais som tillhör arrondissementet Fontenay-le-Comte. År 2022 hade Le Gué-de-Velluire 516 invånare.

## Befolkningsutveckling
Antalet invånare i kommunen Le Gué-de-Velluire
| Referens: INSEE |